# Pterolophia tuberosicollis
Pterolophia tuberosicollis là một loài bọ cánh cứng trong họ Cerambycidae.